# Jean-Pierre Avrillon
Pour les articles homonymes, voir Avrillon.
Jean-Pierre Avrillon, né le 25 octobre 1961 à Fort-de-l'Eau, est un footballeur français.

## Carrière
Avrillon est repéré à l'US Normande, dans la banlieue caennaise, qu'il quitte en 1979 pour rejoindre le SCO Angers. Après une saison en équipe réserve, il y dispute son premier match professionnel en D1, le 12 octobre 1980 contre l'AS Nancy, et reste au club malgré sa descente en Division 2.  
Il rejoint le SM Caen en 1984 lors de la montée du club en D2. En six saisons, il accompagne la montée en puissance du club, qui parvient à accéder pour la première fois à la première division puis à s'y maintenir. Il le quitte en 1990 pour le Stade de Reims en D2, puis rejoint l'USL Dunkerque où il termine sa carrière de joueur professionnel. En 1993-1994, il joue au FC Annonay, en Division d'honneur.  
Au début des années 2000 (de 1999 à 2004 au moins), il est l'entraîneur du Vélo Sport fertois, le club de football basé à La Ferté-Bernard dans la Sarthe, en Division d'honneur. 

## Parcours
Jean-Pierre Avrillon dispute au cours de sa carrière 70 rencontres en première division du championnat de France.
| Saison                | Club                  | Championnat           | Championnat | Championnat | Coupe(s) nationale(s) | Coupe(s) nationale(s) | Total | Total |
| Saison                | Club                  | Division              | M.          | B.          | M.                    | B.                    | M.    | B.    |
| 1980-1981             | SCO Angers            | D1                    | 10          | 0           | -                     | -                     | 10    | 0     |
| 1981-1982             | SCO Angers            | D2                    | 18          | 0           | 1                     | 0                     | 19    | 0     |
| 1982-1983             | SCO Angers            | D2                    | 31          | 3           | -                     | -                     | 31    | 3     |
| 1983-1984             | SCO Angers            | D2                    | 17          | 2           | 1                     | 0                     | 18    | 2     |
| 1984-1985             | SM Caen               | D2                    | 34          | 3           | 1                     | 0                     | 35    | 3     |
| 1985-1986             | SM Caen               | D2                    | 33          | 3           | 1                     | 0                     | 34    | 3     |
| 1986-1987             | SM Caen               | D2                    | 34+1        | 3           | 3                     | 0                     | 38    | 3     |
| 1987-1988             | SM Caen               | D2                    | 29+5        | 0           | 3                     | 1                     | 37    | 1     |
| 1988-1989             | SM Caen               | D1                    | 37          | 0           | 2                     | 0                     | 39    | 0     |
| 1989-1990             | SM Caen               | D1                    | 23          | 0           | 1                     | 0                     | 24    | 0     |
| 1990-1991             | Stade de Reims        | D2                    | 33          | 1           | -                     | -                     | 33    | 1     |
| 1991-1992             | USL Dunkerque         | D2                    | 30          | 1           | 2                     | 0                     | 32    | 1     |
| 1992-1993             | USL Dunkerque         | D2                    | 30          | 0           | 1                     | 0                     | 31    | 0     |
| Total sur la carrière | Total sur la carrière | Total sur la carrière | 365         | 16          | 16                    | 1                     | 381   | 17    |